# DSL
DSL (енгл. Digital Subscriber Line; у преводу: „дигитална претплатничка линија“) је скуп технологија која омогућава дигитални преносу података преко постојећих бакарних парица, односно телефонских линија а без заузимања исте због коришћења вишег фреквенцијског опсега. За успостављање DSL линије обавезан је DSL модем. Брзина преузимања података (download) се креће од 128 kb/s до 100 Mb/s, у зависности од варијанте технологије која се користи. Код асиметричног начина слања и пријема података (ADSL) брзина слања (upload) је мања него брзина преузимања података, док су код симетричног начина (SDSL) брзине исте.

## Варијанте
У литератури се DSL технологије због разних варијанти називају xDSL. Постоје следеће варијанте: HDSL, RADSL, VADSL, ADSL, VDSL, BDSL, IDSL, SDSL i SHDSL.

## Удаљеност од централе
Гледа се дужина претплатничке петље (бакарне парице - кабла) а не физичка удаљеност од централе мада је једно с’другим донекле повезано. Радник у централи помоћу наменског уређаја мери SNR (Signal to noise ratio) маргину; поједностављено речено однос шума (ометања; могу бити разна: електромагнетна, дотрајале инсталације и сл.) у односу на сигнал, разуме се и што је удаљеност већа и сигнал је слаби. Максимална удаљеност за ADSL је 5,5km.

## Поређење брзина
- Аналогни модем – највећа брзина до 56 kb/s; од 2016 нема више у понуди dial up-a
- ISDN – дигитална технологија, највећа брзина 128 kb/s
- xDSL – тренутно је највећа брзина до 100 Mbit/s; доступно у скоро целој Србији
- FTTx - највећа брзина до 1000 Mbit/s; доступно у великим градовима Србије

×Све брзине у понуди су асиметричне.